# Dinaw Mengestu
Dinaw Mengestu, né le 30 juin 1978 à Addis-Abeba (Éthiopie), est un écrivain américain.

## Biographie
Sa famille quitte l'Éthiopie lorsqu'il est âgé de deux ans. Il est élevé à Peoria (Illinois), puis dans les faubourgs de Chicago.
Il obtient un BA en anglais de l'université de Georgetown et un MFA en fiction de l'université Columbia.
Il publie reportages et articles dans Rolling Stones, Harper's, The Wall Street Journal, etc.

## Source
- (en) Cet article est partiellement ou en totalité issu de l’article de Wikipédia en anglais intitulé « Dinaw Mengestu » (voir la liste des auteurs).